# لیره عثمانی
لیره عثمانی (به انگلیسی: Ottoman lira) (به زبان بومی: لیرا) یکای پول رایج در کشور امپراتوری عثمانی بود. مسئولیت کنترل این یکای پول برعهدهٔ بانک عثمانی قرار داشت.